# Святец (озеро)
Святец — проточное озеро на севере Смоленской области России в Заборьевском сельском поселении Демидовского района, у южной окраины деревни Старый Двор в 1,5 км к западу от посёлка Пржевальское. Через озеро протекает ручей Круглыш, соединяющий его с озером Сапшо. Входит в состав национального парка Смоленское поозёрье.
Площадь поверхности — 1,5 га.